# Cour Greneta
La cour Greneta est une voie du 2e arrondissement de Paris, en France.

## Situation et accès
La cour Greneta est une voie située dans le 2e arrondissement de Paris. Elle débute au 163, rue Saint-Denis et se termine au 32, rue Greneta.

## Origine du nom
Les frères Lazare supposent que cette voie porte le nom d'un bourgeois de Paris qui demeurait rue Greneta et dont l'altération du nom au fil des siècles a donné Greneta.
Jean de La Tynna indique que le censeur royal Johanneau pense qu'il s'agit plutôt d'une altération de « Trinitas ».

## Historique
Initialement « passage du Renard », celui-ci est devenu le « passage Greneta », puis la « cour Greneta ».

## Pour approfondir